# Giovanni Cazzulani
Giovanni Cazzulani (* 5. August 1909 in Pandino; † 22. Oktober 1983 in Varzi) war ein italienischer Radrennfahrer.

## Sportliche Laufbahn
Cazzulani war im Straßenradsport aktiv. Er war Teilnehmer der Olympischen Sommerspiele 1932 in Los Angeles. Im olympischen Straßenrennen belegte er den 7. Platz. Als Amateur wurde er 1933 Dritter im Piccolo Giro di Lombardia. Von 1933 bis 1940 war er Unabhängiger und Berufsfahrer. 1936 siegte er im Giro della Toscana vor Mario Cipriani. Bei Mailand–Sanremo 1934 wurde er hinter Jef Demuysere Zweiter. Im Giro d’Italia stand er als Dritter beim Sieg von Learco Guerra auf dem Podium. 1936 wurde er Zweiter der nationalen Meisterschaft im Straßenrennen und Dritter im Giro del Piemonte.
In der Tour de France 1934 wurde er 16. Den Giro d’Italia bestritt er sechsmal. 1934 wurde er 3., 1936 12., 1937 21., 1939 19., 1933 und 1940 war er ausgeschieden.